# Mathias Bidstrup
Pour les articles homonymes, voir Bidstrup.
Mathias Andreas Bidstrup, né le 25 mars 1852 à Rønne sur l'île de Bornholm et mort le 25 janvier 1929, est un architecte danois.

## Biographie
Né le 25 mars 1852 à Rønne, il est le fils du cordonnier Jorgen Bernhard Bidstrup et de Marie Hansine Sonne. 
Mathias Bidstrup fréquente l'Académie royale des beaux-arts du Danemark pendant un seul trimestre en 1876. En 1876, il travaille comme professeur dans une école d'art avec l'architecte Johan Daniel Herholdt. De 1876 à 1916, il est associé dans l'entreprise de construction H.P. Bidstrups Byggeforretning. Il est président de l'Association de l'artisanat et de l'industrie de Rønne, membre de la Représentation conjointe de l'industrie et de l'artisanat danois et président de l'Association du musée de Bornholm. Mathias Bidstrup dirige l'école technique de Rønne pendant 46 ans (1881-1927). Il est également membre du conseil municipal de Rønne de 1882 à 1888. 
En tant qu'architecte, il a construit un très grand nombre de bâtiments sur Bornholm, des écoles, des églises (dont l'église de Gudhjem), des gares urbaines et rurales, le bureau de poste de Rønne et de nombreuses maisons privées. Bidstrup a été directeur de l'école technique de Rønne pendant 46 ans (1876-1915) et cofondateur du musée de Bornholm en 1893,.

### Vie personnelle
Le 17 avril 1878, il épouse Cecilie Margrethe Bidstrup à l'église Sct. Nicolai à Rønne. Il est Chevalier de l'Ordre de Dannebrog. Il s'intéressait aux arts, à l'histoire, à l'archéologie, à l'ingénierie et à la géologie. Deux portraits de Mathias Bidstrup se trouvent au musée de l'île de Bornholm. Mort le 25 janvier 1929 à Rønne, Mathias Bidstrup est inhumé à Rønne Kirkegård. 